# Cerenzia
Cerenzia är en ort och kommun i provinsen Crotone i regionen Kalabrien i Italien. Kommunen hade 1 123 invånare (2017).